# Laura Mancini
Laura Mancini (Roma, 6 de mayo de 1636-París, 8 de febrero de 1657) fue la mayor de las cinco famosas hermanas Mancini, quienes junto con dos de sus primas Martinozzi fueron conocidas en la corte de Luis XIV como las Mazarinettes, debido a que su tío, el cardenal Mazarino, era primer ministro del rey.

## Biografía
Laura fue la primogénita de Lorenzo Mancini y Girolama Mazzarini, hermana del cardenal Mazarino. Gracias a la influencia de su tío, consejero de Luis XIV, Laura y su familia fueron invitados a Francia, abandonando Roma en 1653, tras la muerte de su padre, junto con sus primas Laura y Ana María. La familia residió en el Palacio Real, en París, hogar de la reina Ana y sus hijos, Luis XIV y Felipe, duque de Orleans.
Las cuatro hermanas de Laura fueron:
- Olimpia Mancini (1638-1708), quien contrajo matrimonio con Eugenio Mauricio, conde de Soissons.
- María Mancini (1639-1715), la tercera de las hermanas, considerada la menos hermosa, aunque la única que logró atraer la atención del rey Luis XIV. De hecho, el rey deseaba casarse con ella, aunque finalmente abandonó su propósito por razones políticas. María contrajo matrimonio posteriormente con el príncipe Lorenzo Colonna, quien declaró sentirse sorprendido al descubrir que su esposa era virgen, afirmando que no esperaba encontrar "inocencia entre los amores de los reyes".
- Hortensia Mancini (1646-1699), la más hermosa de la familia. Tras refugiarse en Inglaterra huyendo de su esposo, Armand Charles de la Porte, duque de La Meilleraye, se convirtió en la amante del rey Carlos II.
- María Ana Mancini (1649-1714), casada con Maurice Godefroy de La Tour d'Auvergne, duque de Bouillon.

Las Mancini tuvieron tres hermanos: Pablo (1636-1652), Felipe, duque de Nevers (1641-1707), y Alfonso (1644-1658).

### Matrimonio e hijos
Prometida inicialmente a Louis Charles de Nogaret de La Valette, duque de Candale, hijo del duque de Épernon, el enlace no llegó a celebrarse, casándose en su lugar con Luis de Borbón, duque de Mercœur, hijo de César de Vendôme, a su vez hijo ilegítimo de Enrique IV de Francia y su amante Gabrielle de Estrées.
Laura contrajo matrimonio con Luis en el Palacio Real el 4 de febrero de 1651, convirtiéndose en duquesa de Mercœur. Al ser su esposo un legítimo príncipe de sangre, Laura tenía derecho a recibir el tratamiento de Alteza Serenísima. No obstante, ostentaba un rango menor que el de su prima, la princesa de Conti, casada con un príncipe legítimo. El matrimonio tuvo tres hijos:
- Luis José, duque de Vendôme (1654-1712), casado con María Ana de Borbón.
- Felipe, duque de Vendôme (1655-1727), destacado comandante en la guerra de los Nueve Años y en la guerra de Sucesión española.
- Julio César (1657-1660).

Laura murió a raíz del parto de su tercer hijo, nacido el 27 de enero de 1657. Tras su muerte, su esposo se retiró de la vida pública y se convirtió en cardenal, encomendando el cuidado de sus hijos a la hermana menor de Laura, María Ana, duquesa de Bouillon.